# Kolizja samolotów na lotnisku Guangzhou Baiyun
Kolizja trzech samolotów na lotnisku Guangzhou Baiyun – kolizja trzech samolotów, do której doszło na nieistniejącym już lotnisku Guangzhou Baiyun 2 października 1990 w Kantonie w Chinach. W wyniku wypadku śmierć poniosło 128 osób. Była to najtragiczniejsza katastrofa lotnicza w 1990 roku.

## Porwanie lotu 8301
Boeing 737 został porwany przez Jiang Xiaofenga, który po starcie z lotniska w Xiamen poszedł do kokpitu z kwiatami. Wierząc, że chce ofiarować kwiaty pilotom jako prezent z okazji Święta Księżyca, wpuszczono go. Po wejściu mężczyzna rozpiął kurtkę, aby odsłonić coś, co wyglądało na materiały wybuchowe przywiązane do jego klatki piersiowej. Nakazał wszystkim opuszczenie kabiny, z wyjątkiem pilota. Nakazał mu skierować się w stronę Tajpej na Tajwanie, ale pilot kontynuował lot do lotniska docelowego. Wkrótce utracono łączność z samolotem, która została przywrócona dzięki pracownikom lotniska Guangzhou Baiyun, zezwalającym pilotowi na lądowanie na dowolnym lotnisku w lub poza Chinami. Pilot stwierdził, że jedynym lotniskiem, na którym samolot miał wystarczającą ilość paliwa, aby dotrzeć, było lotnisko w Hongkongu. Kontrolerzy zezwolili na lądowanie w Hongkongu, zatankowanie paliwa i przelot do Tajpej. Jiang nie zgodził się i zagroził wysadzeniem samolotu, jeśli samolot wyląduje w Hongkongu. Pilot krążył nad Kanton, próbując przekonać porywacza. Ostatecznie został zmuszony do lądowania, gdy zabrakło mu paliwa.

## Lądowanie i kolizja
Na chwilę przed lądowaniem porywaczowi udało się przejąć kontrolę nad samolotem. Podczas lądowania lub w fazie podejścia w kokpicie doszło do szarpaniny. Boeing 737 wylądował z nadmierną prędkością i uderzył w Boeinga 707 zaparkowanego na poboczu pasa startowego, lekko raniąc pilota przebywającego w kokpicie. Wciąż nie mogąc się zatrzymać, wymykający się spod kontroli 737 zderzył się z Boeingiem 757 czekającym na odlot do Szanghaju, po czym przewrócił się, wpadł w poślizg i się zatrzymał.

## Samoloty i ofiary
- Boeing 737-247 linii Xiamen Air: Zginęło 75 pasażerów, w tym porywacz, i 7 członków załogi. Spośród nich 79 zginęło na miejscu, a 3 w szpitalu. Kolejnych 18 zostało rannych. Na pokładzie była grupa 20 tajwańskich turystów, przeżył tylko przewodnik. Wśród ofiar byli także tajwański przedsiębiorca Chen Shuhuo i jego żona[1].
- Boeing 757-21B linii China Southern Airlines: Zginęło 46 pasażerów. Na pokładzie była grupa 10 turystów z Tajwanu: nikt nie przeżył. Przed wypadkiem wszystkich 12 członków załogi znajdowało się w kokpicie po przekazaniu informacji radiowej w sprawie porwania: nikt nie zginął, jedna osoba została lekko ranna[2].
- Boeing 707-3J6B linii China Southwest Airlines: Na pokładzie znajdował się jedynie kapitan poprzedniego lotu, który kończył ostatnie kontrole przed opuszczeniem samolotu. Został lekko ranny[3].

## Dochodzenie
Powołano zespół dochodzeniowy w celu zbadania sekwencji wydarzeń, pod przewodnictwem Chen Kaizhi. Ciała kapitana Cen Longyu i porywacza Jiang Xiaofenga znaleziono w kokpicie wraku Boeinga 737. Porywacz groził, że ma przywiązane do klatki piersiowej materiały wybuchowe, ale sekcja zwłok nie znalazła po nich śladu.
Zespół śledczych ogłosił wyniki śledztwa 10 października. Przyznali, że były problemy z zarządzaniem porwaniem i powiedzieli, że część personelu lotniska i linii lotniczej zostanie zwolniona. W raporcie nie wspomniano jednak, dlaczego kapitan nie skierował Boeinga 737 w stronę Tajwanu zgodnie z prośbą porywacza, lecz kontynuował lot w kierunku Kantonu. Nie wyjaśniono także, dlaczego pasażerowie samolotów ustawionych częściowo na pasie startowym nie zostali ewakuowani przed lądowaniem porwanego samolotu.